# Choin (minéralogie)
Le choin est une pierre calcaire de la région du massif du Jura méridional au sud de l'Ain (massif du Bugey) et au nord de l'Isère. Il en existe plusieurs variétés dont notamment le choin ou la pierre de Villebois qui a remplacé le choin de Fay.

## Choin de Fay
Fay est un hameau de la commune de Peyrieu, dans l'Ain, niché dans une combe entre deux petits massifs montagneux (le Grand Thur et le mont Gela). La pierre calcaire qui constitue ces montagnes est exploitée depuis l'Antiquité. Le choin de Fay est utilisé pour des inscriptions épigraphiques dont les plus anciennes datent du règne de Claude (41-54) (l'inscription de la borne milliaire de Solaize en choin date de 43). Les Romains se servirent de cette pierre dure et très blanche en alternative au marbre et comme matériau de construction pour de nombreux édifices publics et privés de Lugdunum (ancien Forum de Trajan de Fourvière, quais, canaux, voies), de Vienne et d'autres lieux de la région, utilisant le Rhône (situé à 2 km à peine) pour le transport. La pierre extraite à Fay a aussi été très employée pour les monuments funéraires (stèles, mausolées), ainsi que pour la construction résidentielles de la région.
Au Moyen Âge, les pierres des anciens bâtiments romains ruinés ont été réutilisées pour construire différentes églises lyonnaises. Une charte de 1192 réserve pour la Primatiale Saint-Jean de Lyon tous les marbres et tous les choins provenant des fouilles et des excavations réalisées sur Fourvière,,.
Le choin de Fay est un calcaire portlandien dur, fin et dense (2 700 kg/m3). L'intérieur est gris clair, tandis que les parties exposées à l'air prennent une teinte blanche. Les gisements de Fay permettent d'en tirer des blocs de plus d'un mètre d'épaisseur. Sa dureté est cependant moindre lorsqu'il contient des cristallisations.
L'exploitation du choin de Fay s'est arrêtée vers 1700, alors que les carrières de Villebois gagnaient en popularité.